# افدرا

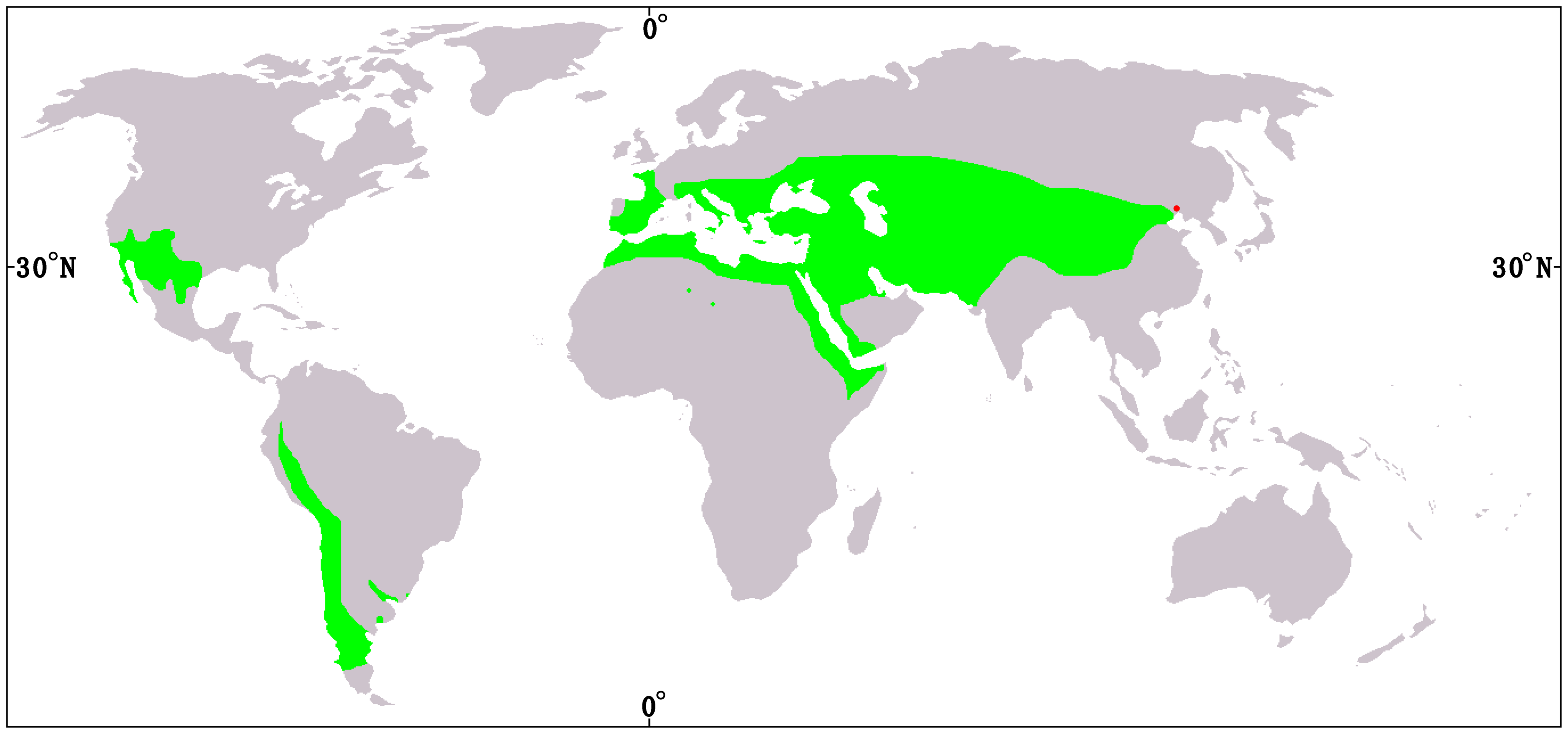
پراکندگی رویش افدرا

اِفِدرا یا افدرا سینیکا (به لاتین: Ephedra sinica) نام گیاهی‌است که کاربرد امروزیش بیشتر در طب سنتی چین است. این گیاه وابسته به سرده ریش بز است. احتمال می‌رود که این گیاه همان هوم مورد استفاده در آیین‌های دینی هندوایرانیان بوده‌باشد. از دید زبان‌شناسی هم احتمال قوی می‌رود که این افدرا همان هوم باستانی باشد، زیرا در برخی زبان‌های ایرانی هنوز بدین گیاه هوم یا چیزی نزدیک بدان می‌گویند.
در زبان‌های هندی و ناحیهٔ نورستان افدرا را سوم یا سومه می‌خوانند.